# Route nationale 82 (France)
Pour les articles homonymes, voir Route nationale 82.
La route nationale 82, ou RN 82, est une route nationale française reliant L'Hôpital-sur-Rhins (commune de Saint-Cyr-de-Favières), près de Roanne, à l'échangeur 33 de l'autoroute A89 au nord de Balbigny. Ce tronçon est aménagé à 2 × 2 voies et relie la route nationale 7 à l'A89.
Par le passé, cette route continuait en direction de Saint-Étienne et d'Andance puis de Chanas via Davézieux, près d'Annonay.

## Historique
En 1824, la route nationale 82 est définie comme la route « de Roanne au Rhône », d'une longueur de 62,346 km. Le tracé historique traversait deux départements : la Loire et l'Ardèche.
En 1960, la commune d'Annonay est déviée par le nord ; l'ancien tracé devient RD 206 et RD 519.
Avant 1972, la route nationale 82 continuait jusqu'à Andance, où elle rejoignait la RN 86. La section entre Davézieux (route nationale 519) et Andance est déclassée (avec effet au 1er janvier 1973) : elle devient la RD 82. La nouvelle nationale 82 est alors dirigée vers Chanas, la route nationale 7 et l'autoroute A7 en reprenant un tronçon de la route nationale 519.
Le décret no 2005-1499 du 5 décembre 2005 ne conserve dans le domaine routier national que la section de la route nationale 82 entre la RN 7 et l'autoroute A89 (à Balbigny), au titre de la liaison de Paris à Saint-Étienne via Nevers et Moulins. La RN 82 devient RD 1082 dans la Loire et en Isère et RD 820 en Ardèche.
La loi n° 2022-217 du 21 février 2022 prévoit le transfert des routes nationales aux collectivités volontaires. La nationale 82 sera mise à disposition en intégralité à la région Auvergne-Rhône-Alpes. Initialement prévu le 1er janvier 2024, elle se fera le 1er janvier 2025

### Mise à2 × 2 voiesentre laRN 7et l'A89
Dans le cadre de la liaison de Paris à Saint-Étienne, la portion subsistante de la route nationale 82 est aménagée à 2 × 2 voies.
Les travaux de la section comprise entre Neulise et l'autoroute A89 ont commencé en 2013 et se sont terminés en 2018, pour une ouverture effective le 6 juillet 2018, six mois plus tôt que la date initialement prévue (1er trimestre 2019). Il s'agissait d'achever la mise en voie express de la route nationale, par la construction d'un tronçon de 4,5 km. Les travaux ont coûté 55 millions d'euros, financés en intégralité par l'État.
Une fois la mise en service terminée, l'ancienne route nationale 82 est déclassée et devient la RD 282.

## Exploitation
La section de route nationale 82 est gérée par la Direction interdépartementale des Routes Centre-Est. Les autres sections déclassées sont gérées par les conseils départementaux.
Sur les territoires communaux d'Andrézieux-Bouthéon, de La Fouillouse, de Saint-Priest-en-Jarez et de Saint-Étienne, la gestion a été confiée à Saint-Étienne Métropole, qui est chargée de l'entretien de cette route depuis le 1er juillet 2020. Par délibération du conseil métropolitain du 30 septembre 2021, la D 1082 et les antennes D 1082.1 et D 1982 deviennent respectivement M 1082, M 1082.1 et M 1982.

## Tracé

### Entre L'Hôpital-sur-Rhins et Balbigny
- L'Hôpital-sur-Rhins, commune de Saint-Cyr-de-Favières
- Vendranges
- Neulise

### Entre Balbigny et Saint-Étienne
- Balbigny (km 19) (A89)
- Épercieux-Saint-Paul
- Les Places, commune de Civens
- Feurs (km 28)
- Saint-Laurent-la-Conche
- Marclopt
- Montrond-les-Bains (km 39)
- Cuzieu (km 44)
- Veauche (km 49)
- Andrézieux-Bouthéon (il existe également une RD 1082.1 et une RD 1982 se raccordant à l'A72, échangeur 8)
- La Fouillouse
- Saint-Priest-en-Jarez
- Saint-Étienne (km 68)

### Entre Saint-Étienne et Davézieux
- Planfoy
- La République, commune de Saint-Genest-Malifaux
- Col de la République
- La Versanne
- Bourg-Argental (km 97)
- Saint-Marcel-lès-Annonay
- Boulieu-lès-Annonay
- Davézieux (km 111) (D 820)

C'est sur cette route, sur le tronçon entre Saint-Étienne et le Col de la République que se tient chaque deuxième dimanche de juin, la montée chronométrée du col de la République, épreuve cycliste de côte ouverte à tous.

### Entre Davézieux et Chanas
- Peaugres
- Serrières (km 120) (D 820)
- Sablons (D 1082)
- Chanas (km 124)

### Premier tracé: entre Annonay et Andance
- Saint-Cyr (D 82 contournée, sa traversée étant la D 182)
- Saint-Étienne-de-Valoux
- Andance, où elle termine sur la route départementale 86, ancienne route nationale 86.

## Échangeurs de la voie express
- 71 : route nationale 7 vers Régny, Saint-Symphorien-de-Lay, Tarare, Villefranche-sur-Saône et Lyon
- 72 : accès nord de Neulise, Saint-Just-la-Pendue
- Aire de repos de Neulise (dans les deux sens)
- 73 : accès sud de Neulise, Saint-Marcel-de-Félines
- 74 : RD 1082 vers Balbigny